# 323년

## 연호
- 동진(東晉) 영창(永昌) 2년 / 태녕(太寧) 원년
- 성한(成漢) 옥형(玉衡) 13년
- 전조(前趙) 광초(光初) 6년
- 전량(前凉) 건흥(建興) 11년

## 기년
- 동진(東晉) 원제(元帝) 7년 / 명제(明帝) 원년
- 신라(新羅) 흘해 이사금(訖解泥師今) 14년
- 고구려(高句麗) 미천왕(美川王) 24년
- 백제(百濟) 비류왕(比流王) 20년